# مایره امدرزیی
مایره امدرزیی (به انگلیسی: Mera Umarzai) یک شهرک در پاکستان است که در شهرستان چهارسده واقع شده‌است.